# Норштейн, Юрий Борисович
Ю́рий Бори́сович Норште́йн (род. 15 сентября 1941, село Андреевка, Пензенская область) — советский и российский режиссёр мультипликационного кино и художник-мультипликатор. Народный артист Российской Федерации (1996). Лауреат Государственной премии СССР (1979). Большую часть работ создал, работая на студии «Союзмультфильм».

## Биография

### Ранние годы
Юрий Борисович Норштейн родился в еврейской семье 15 сентября 1941 года в селе Андреевка Пензенской области, где его мать находилась в эвакуации с двумя детьми (отец был на фронте). Его отец Берко Лейбович Норштейн (1905—1956), получив только начальное хедерное образование, работал наладчиком деревообрабатывающих станков. Мать Бася Гиршевна Кричевская (1912—2001) работала воспитательницей в детском саду, затем в комнате матери и ребёнка на Ярославском вокзале. Вырос в Москве, в Марьиной Роще. В 1956—1958 годах обучался в детской художественной школе Краснопресненского района г. Москвы. В 1958—1959 годах работал на Московском мебельно-сборочном комбинате № 2 столяром-сколотчиком.

### Карьера
Окончив двухгодичные курсы мультипликаторов, в 1961 году начал работать на киностудии «Союзмультфильм». В качестве художника-мультипликатора (а впоследствии в качестве сорежиссёра на фильме «Сеча при Керженце») работал с известным режиссёром Иваном Ивановым-Вано.
В 1968 году Норштейн дебютировал мультфильмом «25-е, первый день» — совместной работой с Аркадием Тюриным, — в котором были использованы работы советских художников 1920-х годов Лентулова, Альтмана и Петрова-Водкина.
Норштейн, неизменно выражающий восхищение работами изобретателя «игольчатого экрана» Александра Алексеева (1901—1982), использует многоярусный мультстанок авторской конструкции и классический метод перекладок, и наотрез отказывается пользоваться компьютерной анимацией. Вместе с приёмами, изобретёнными для каждого кадра отдельно, его стиль придаёт мультфильмам эффект трёхмерного изображения.
Работает вместе со своей женой, художником-постановщиком Франческой Ярбусовой. Много лет длился творческий союз Норштейна с оператором Александром Жуковским (1933—1999) и композитором Михаилом Мееровичем (1920—1993).
В 1981 году Норштейн начал работу над мультипликационным фильмом «Шинель» по одноимённой повести Гоголя, над которым работает и по сей день. Комментарии касательно этого фильма Норштейн давать отказывается.
В разные годы Юрий Норштейн проводил свои лекции во ВГИКе, он является почётным профессором ВГИКа. Руководил мастерскими режиссёров-мультипликаторов на Высших курсах сценаристов и режиссёров. В 1993 году вместе с Андреем Хржановским, Эдуардом Назаровым и Фёдором Хитруком основал Школу-студию «ШАР». С 2005 года становится почётным доктором изящных искусств Rhode Island School of Design, Providence, США. Вёл мастер-классы в Великобритании (1991, 1994), Норвегии (1993), Италии, Венгрии, Франции, Швеции, Канаде (1995, 1996, 1997, 1998), США (2000), Бельгии (1994, 1995), Нидерландах (1998), Польше (1993, 2001), Латвии и Японии (с 1995 по 2007 год, ежегодно). Неоднократно публиковал статьи и книги об искусстве мультипликации.
Выставки рисунков Юрия Норштейна проходили во Франции (Париж), России (Москва, Санкт-Петербург, Пермь), Японии (Токио), Израиле (Тель-Авив), США (Нью-Йорк).
27 октября 2021 года к 80-летию Юрия Норштейна в Еврейском музее и центре толерантности открылась выставка «Снег на траве». В качестве экспонатов выступили материалы студии Норштейна и специально созданные объёмные инсталляции с изображением значимых для художника мест.

### Общественная позиция

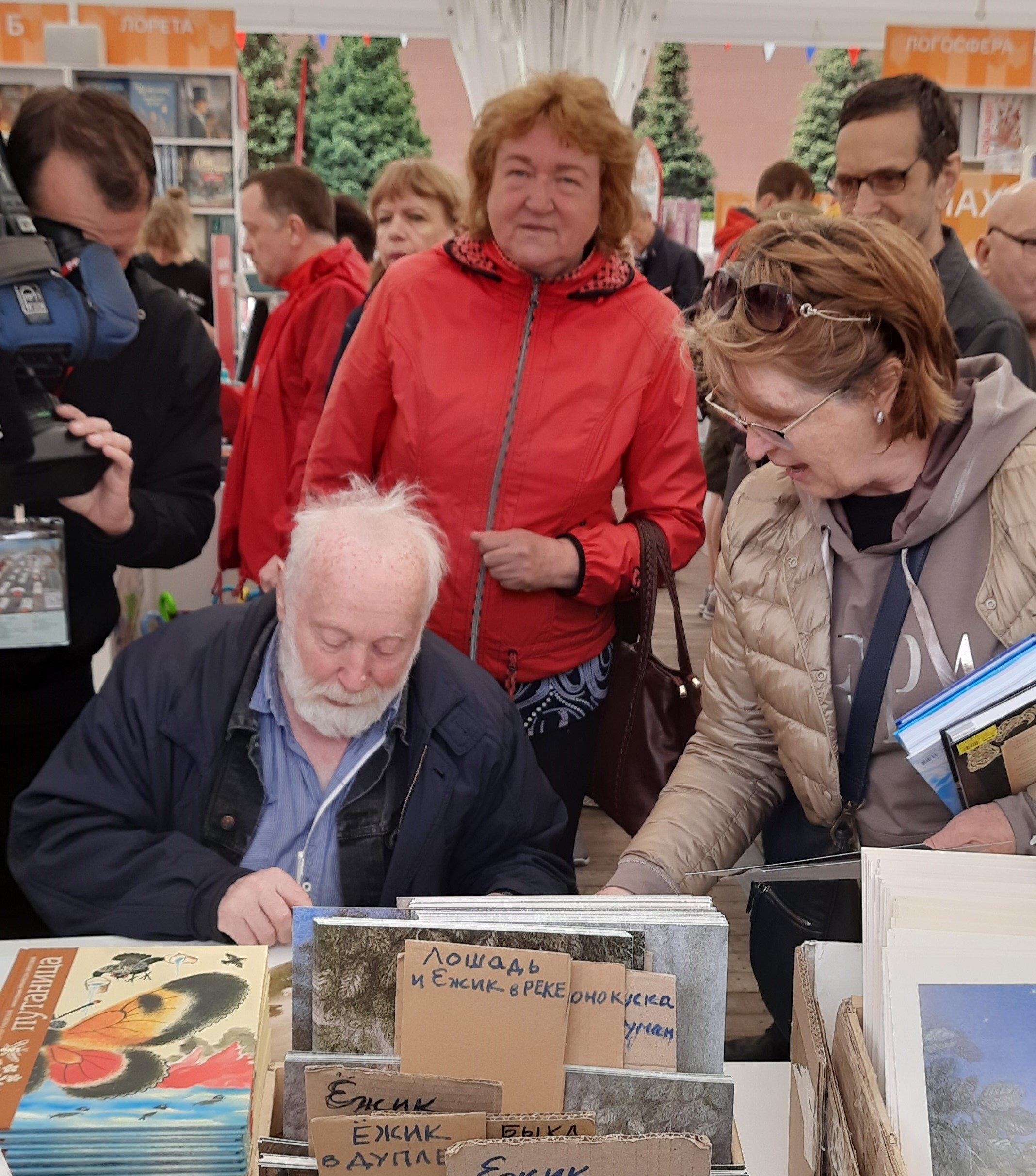
Московская книжная ярмарка, 2023 год

В 2012 году подписался в поддержку Обращения деятелей культуры и искусства РФ с просьбой освободить участниц панк-рок-группы «Pussy Riot». Позднее негативно отозвался о приговоре участницам группы: «Этот приговор можно выдвигать на нобелевскую премию, он сможет конкурировать с романами Пруста. Если бы такое устроила моя дочь, я бы ей по жопе надавал, но считать это преступлением — это ужасает, вспоминается средневековье и 37 год».
19 января 2013 года, на концерте «Владимир Высоцкий. 75 лет», вручая премию «Своя колея» актрисе Елене Камбуровой, Юрий Норштейн неожиданно для всех со сцены произнёс: «Путин сказал, что Магнитский умер от сердечной недостаточности… Магнитский умер от сердечной недостаточности Путина, от сердечной недостаточности начальника тюрьмы…». Далее слова не слышны из-за криков «Браво» и аплодисментов публики.
«Сразу оговорюсь, что я абсолютно и категорически за то, что Крым вернулся в состав России, хотя бы потому, что Крым был передан нетрезвым Хрущёвым без соблюдения элементарных юридических норм и наутро крымчане проснулись украинцами. И никто тогда особо не проявлял заботы по поводу законности, потому что была одна страна», — сказал Норштейн в интервью изданию DELFI.
О журнале Charlie Hebdo и теракте в его редакции: «Да, присутствовал в этой истории некий момент из разряда „дразнить гусей“, но какими бы ни были карикатуры и текст — это совершенно не повод для убийств. Мало ли кто и что сказал по поводу нас и страны! Конечно, эти карикатуристы, талантливые люди, имели полное право на выражение своего отношения к современному пространству ислама. И вообще, если в исполнителях религиозных обрядов отсутствует чувство юмора — это ведёт по очень нехорошему пути… Теперь мы знаем, что такое ИГИЛ, который совершенно варварски относится к культуре, снёс огромное число памятников, а если начинает погибать история — умираем и мы».
В 2017 году выступил в защиту природно-исторического парка Покровское — Стрешнево.
Несколько раз высказывался в поддержку Кирилла Серебренникова
. Также в 2017 году подписал обращение деятелей культуры в поддержку арестованного Алексея Малобродского.
В 2017 году высказался в поддержку арестованного главы карельского отделения «Мемориала» Юрия Дмитриева.

### Личная жизнь
В 1966 году во время работы над мультфильмом «Поди туда, не знаю куда» познакомился с будущей женой Франческой Ярбусовой.
У Юрия Норштейна есть двое детей (сын Борис и дочь Екатерина), а также восемь внуков.
Старший брат Григорий — скрипичный мастер (1939—2025).

## Отзывы
Японский художник-мультипликатор Хаяо Миядзаки, трёхкратный обладатель премий «Оскар», на вопрос «Кем из режиссёров вы восхищаетесь?», ответил, что считает Юрия Норштейна замечательным художником. Последователем и учеником Норштейна считает себя японский режиссёр и иллюстратор книг Кунио Като, лауреат премии «Оскар» за Лучший короткометражный анимационный фильм 2009 года.

## Фильмография

Экспозиция «Режиссёры киностудии „Союзмультфильм“». Ю. Б. Норштейн. 2014 год.

### Режиссёр

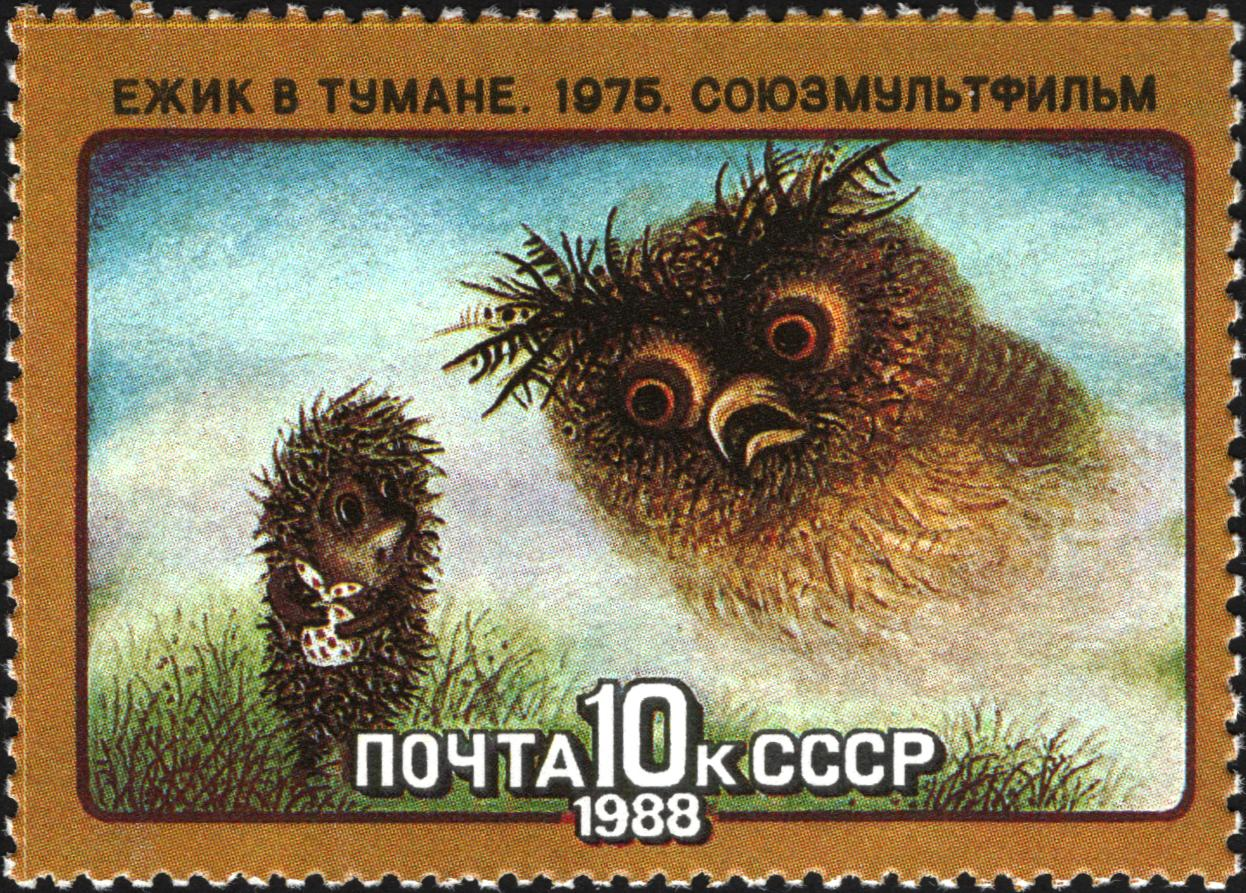
Марка СССР 1988 «Ёжик в тумане»

- 1968 — «25-е — первый день» (в соавторстве с А. Г. Тюриным)
- 1969 — «Времена года» (второй режиссёр)
- 1969 — «Дети и спички» (социальная телевизионная реклама)
- 1971 — «Сеча при Керженце» (в соавторстве с И. П. Ивановым-Вано)
- 1973 — «Лиса и заяц»
- 1974 — «Цапля и журавль»
- 1975 — «Ёжик в тумане»
- 1975 — «За день до нашей эры» (в соавторстве с Ф. С. Хитруком; не окончен)
- 1979 — «Сказка сказок»
- 1994 — «Русский сахар» (четыре коммерческих рекламы: видео Архивная копия от 4 июля 2011 на Wayback Machine)
- 1999 — «Спокойной ночи, малыши!» (вступительная и заключительная заставки: видео Архивная копия от 10 мая 2021 на Wayback Machine)
- 2003 — «Зимние дни» (яп. «冬の日») (сюжет «Осенний вихрь…»)
- 20?? — «Шинель»

### Сценарист
- 1968 — 25-е, первый день (в соавторстве с А. Г. Тюриным)
- 1974 — Цапля и журавль (в соавторстве с Р. А. Качановым)
- 1979 — Сказка сказок (в соавторстве с Л. С. Петрушевской)
- 20?? — Шинель (в соавторстве с Л. С. Петрушевской)

### Художник-постановщик
- 1968 — 25-е, первый день (в соавторстве с А. Г. Тюриным)

### Художник-мультипликатор, кукловод
- 1962 — Две сказки
- 1962 — Живые цифры
- 1963 — Сказка о старом кедре
- 1963 — Внимание! В городе волшебник!
- 1963 — Мистер Твистер
- 1964 — Левша
- 1965 — Как один мужик двух генералов прокормил
- 1965 — Каникулы Бонифация
- 1966 — Мой зелёный крокодил
- 1967 — Варежка
- 1967 — Легенда о злом великане
- 1967 — Ну и рыжик!
- 1968 — 25-е, первый день
- 1968 — Осторожно, щука!
- 1969 — Времена года
- 1969 — Жадный Кузя
- 1970 — Письмо
- 1970 — Бобры идут по следу
- 1971 — Достояние республики (фильм)
- 1971 — Лошарик
- 1971 — Самый младший дождик[29]
- 1971 — Сеча при Керженце
- 1971 — Чебурашка
- 1972 — Мама
- 1972 — Заветная мечта
- 1972 — Новогодняя сказка
- 1973 — Аврора
- 1973 — Айболит и Бармалей
- 1973 — Лиса и заяц
- 1973 — Часы с кукушкой
- 1974 — Цапля и журавль
- 1974 — Похождения Чичикова. Манилов
- 1974 — Шапокляк
- 1975 — Ёжик в тумане
- 1976 — 38 попугаев
- 1977 — «Я к вам лечу воспоминаньем…»
- 1979 — Сказка сказок
- 1980 — «И с вами снова я»
- 1982 — Олимпионики
- 1982 — Осень
- 1986 — Банкет
- 1987 — Любимое моё время
- 1987 — Школа изящных искусств. Пейзаж с можжевельником (Фильм 1)
- 1990 — Школа изящных искусств. Возвращение (Фильм 2)
- 20?? — Шинель

### Персонаж
- 2002 — «Мир анимации — анимация мира» (документальный телефильм)

## Признания и награды
- Государственная премия СССР (1979) — за мультфильмы «Лиса и заяц» (1973), «Цапля и журавль» (1974) и «Ёжик в тумане» (1975)
- Заслуженный деятель искусств РСФСР (27 марта 1987 года) — за заслуги в области советского киноискусства[30]
- Премия имени А. А. Тарковского (1989) — за авторский вклад в развитие киноискусства
- Орден Искусств и литературы (Франция, 1991)
- Премия «Триумф» (1995)
- Народный артист Российской Федерации (30 августа 1996 года) — за большие заслуги в области искусства[31]
- Премия имени Владимира Высоцкого «Своя колея» (1999)
- Орден Восходящего солнца 5 класса (Япония, 2004)
- Премия Федерации еврейских общин России «Человек года» (2008)
- Общественная премия Андрея Первозванного (2012)[32]
- Доктор Honoris causa Академии художеств Чехии, 2014

«Сеча при Керженце», 1971
- I-я премия на V Всесоюзном фестивале в Тбилиси в 1972 г.
- «Гран-при» на I МКФ в Загребе 1972 г.
- «Гран-при» и специальная Премия жюри за высокое техническое качество на МКФ в Нью-Йорке в 1973 г.

«Лиса и заяц», 1973
- I премия на VII Всесоюзном фестивале в Баку, 1974 г.
- I премия на II МКФ в Загребе (Югославия) за лучший фильм для детей
- Медаль Сараевского банка за изобразительное решение, 1974 г.
- Государственная премия СССР, 1979

«Цапля и журавль», 1974
- I премия творческому коллективу «Союзмультфильм» на VIII Всесоюзном фестивале, 1975 г.
- Специальная премия жюри на Х МКФ в Анси,1975 г.
- I премия «Золотой Праксиноскоп» на МКФ в Нью-Йорке, 1975 г.
- I премия на МКФ в Тегеране за фильм для детей и юношества, 1975 г.
- «Пальма первенства» на МКФ в Тампере (Финляндия), 1976 г.
- Главный приз на XIV на МКФ в Панаме, 1976 г.
- Большая премия на МКФ в Мельбурне (Австралия), 1976 г.
- Главный приз на МКФ в Оденсе (Дания), «Золотая статуэтка оловянного солдатика», 1977 г.
- Государственная премия СССР, 1979

«Ёжик в тумане», 1975
- I премия на IX Всесоюзном кинофестивале во Фрунзе, 1976 г.
- «Гран-при» Большая золотая медаль на Х МКФ для детей и юношества, Тегеран, 1977 г.
- Премия Лондонского фестиваля (фильм признан «выдающимся фильмом года»), 1977 г.
- «Серебряный бумеранг» на МКФ в Сиднее (Австралия), 1978 г.
- Приз за лучший короткометражный фильм для детей в Хихоне (Испания), 1977 г.
- Третий приз «Бронзовый Хьюго» на МКФ в Чикаго (США), 1978 г.
- I премия на МКФ в Эшпиньо (Португалия), 1978 г.
- В Токио на международном опросе кинокритиков и режиссёров признан лучшим фильмом в мультипликации, 2003 г.
- Государственная премия СССР, 1979

«Сказка сказок», 1979
- I премия на XIII Всесоюзном кинофестивале в Душанбе, 1980 г.
- «Гран-при» на МКФ в Лилле (Франция), 1980 г.
- Премия Международной критики (ФИПРЕССИ), 1980 г.
- Премия департамента Норд, 1980 г.
- Приз Международной федерации киноклубов в Оберхаузене (ФРГ), 1980 г.
- Диплом католического жюри, 1980 г.
- «Гран-при» в Загребе на V МКФ, 1980 г.
- I премия на МКФ в Оттаве (Канада), 1980 г.
- I премия за лучший мультфильм на II Московском молодёжном кинофестивале. Премия зрительского жюри, 1980 г.
- Фильм признан «лучшим анимационным фильмом всех времён и народов» по результатам международного опроса, проведённого Академией Киноискусства совместно с АСИФА-Голливуд, Лос-Анджелес (США), 1984 г.

«Шинель», с 1981 г.
- 1 премия в Монреале на XV Международном конкурсе технических фильмов за материал к фильму «Шинель».

«Русский сахар» (1994 — 1995)
- Приз «Прорыв» на I Российском Открытом Фестивале Анимационного Кино в Тарусе (1996)[33].

### Публикации
- Норштейн Ю. Движение стиля [: «лабораторные записи»] // Искусство кино. 1988. № 10. С. 104—116.
- Норштейн Ю. Движение… // Искусство кино. 1989. № 4. С. 107—121.
- Норштейн Ю. Снег на траве Архивная копия от 16 мая 2021 на Wayback Machine [: фрагменты книги, составленной из лекций, прочитанных в Токио осенью 1994, и на Высших режиссёрских курсах в Москве] // Искусство кино. 1999. № 9. Стр. 102—110.
- Норштейн Ю. Снег на траве Архивная копия от 16 мая 2021 на Wayback Machine // Искусство кино. 1999. № 10.
- Норштейн Ю. Снег на траве Архивная копия от 16 мая 2021 на Wayback Machine // Искусство кино. 2001. № 9. Стр. 118—135.
- Норштейн Ю. Снег на траве Архивная копия от 16 мая 2021 на Wayback Machine // Искусство кино. 2001. № 11.
- Норштейн Ю. Снег на траве Архивная копия от 16 мая 2021 на Wayback Machine // Искусство кино. 2002. № 5.
- Норштейн Ю. Снег на траве // Искусство кино. 2002. № 8.
- Норштейн Ю. Снег на траве // Искусство кино. 2003. № 1.
- Норштейн Ю. Снег на траве // Искусство кино. 2003. № 2.
- Норштейн Ю. Снег на траве // Искусство кино. 2003. № 3.
- Норштейн Ю. Снег на траве // Искусство кино. 2003. № 7.
- Норштейн Ю. Снег на траве // Искусство кино. 2003. № 8.
- Норштейн Ю. Юрий Норштейн: «Все сказки начинаются с однажды…» [воспоминания] // Киносценарии. 2000. № 6. Стр. 127—157.

### Книги
- Норштейн Ю., Ярбусова Ф. Сказка сказок. М.: Красная площадь, 2005. —227 с. — ISBN 5-900743-80-2; 2-е изд: 2006 — ISBN 5-900743-88-8
- Норштейн Ю., Козлов С. Ёжик в тумане Архивная копия от 22 декабря 2008 на Wayback Machine / Иллюстрации Ф. Ярбусовой. М.: Красная площадь, 2006 — 48 с. — ISBN 978-5-900743-93-6; ISBN 5-900743-23-3; ISBN 5-900743-91-8
- Норштейн Ю. Снег на траве: Фрагменты книги: Лекции по искусству анимации. М.: ВГИК, 2005—248 с — ISBN 5-87149-099-9
- Норштейн Ю. Снег на траве: в 2-х книгах, М.: Красная площадь, 2008. — ISBN 978-5-91521-006-5, ISBN 978-5-91521-007-2, ISBN 978-5-91521-008-9